# Leštane
Leštane (Servisch cyrillisch Лештане) is een plaats in de Servische gemeente Grocka. De plaats telt 8492 inwoners (2002).